# Henri-Marie Dondra
Henri-Marie Dondra (Bangui, 14 agosto 1966) è un politico centrafricano, primo ministro della Repubblica Centrafricana dal 15 giugno 2021 al 7 febbraio 2022 .
Le informazioni sulla sua vita sono poche e sappiamo solo che in precedenza aveva ricoperto la carica di ministro delle finanze. Fu poi scelto il 15 giugno 2021 come primo ministro dal presidente Touadéra.